# Barjanski otrok
Barjanski otrok (v izvirniku Bog child)  je zgodovinski roman angleške pisateljice Siobhan Dowd, ki sta ga 9. septembra 2008, več kot leto dni po smrti avtorice, izdali založbi David Fickling (Združeno kraljestvo) in Random House Children's Books (ZDA).

## Zgodba
Zgodba je postavljena v zgodnja osemdeseta leta 20. stoletja v nemirno Severno Irsko. Glavni junak, 18-letni Fergus, si prizadeva, da bi razumel svet okoli sebe. Zgodba se zaplete, ko v bližnjem barju s stricem odkrije dekliško truplo. Medtem njegov starejši brat Joe gladovno stavka, doma pa se krešejo mnenja o obliki političnega boja. Tudi Fergus je nehote vmešan v ta politični boj, saj ga kot občasnega kurirja rekrutira Irska republikanska armada. Hkrati se v njem prebuja prva ljubezen, v sanjah pa mu svojo zgodbo šepeta komaj slišni glas barjanskega otroka, čigar skrivnostna smrt se postopoma razkriva. Arheološka raziskovanja namreč pokažejo, da naj bi bilo dekle žrtvovano v času železne dobe. 

## Nagrade
Dowdova in Barjanski otrok sta leta 2009, prejela Carnegiejevo mEdaljo. To medaljo prejme najboljša otroška ali mladinska knjiga, izdana v Združenem kraljestvu.